# Monstereophonic – Theaterror vs. Demonarchy
Monstereophonic — Theaterror vs. Demonarchy — восьмой студийный альбом финской хэви-метал-группы Lordi, релиз которого в Европе назначен на 16 сентября 2016 года, и 30 сентября в США.
В сентябре 2015 года, гитарист Амен на своей страничке в Twitter, сообщил о том, что группа начала работу над восьмым студийным альбомом. Группа планировала начать запись в студии уже в декабре, но запись была перенесена на следующий год, когда вокалист Мр. Лорди узнал о смерти своего отца. Запись альбома началась 19 апреля 2016 года, в студии Sonic Pump Studios вместе с продюсером Нино Лауренне, который уже работал над четвёртым альбомом группы — Deadache. Запись продлилась до начала июня.
В середине июня, в ходе интервью для Spark TV, Мр. Лорди сообщил что новый альбом выйдет в сентябре, также фронтмен рассказал что новая пластинка будет содержать 2 части, каждая по 7 треков. Вторая часть альбома будет напоминать творчество музыканта King Diamond. Также, вокалист раскрыл несколько деталей о дизайне новых костюмов, которые будут сходны с концепцией альбома.
13 июля Lordi представили обложку и трек-лист нового альбома, который получил название «Monstereophonic: Theaterror Vs. Demonarchy», в этот-же день были представлены и новые костюмы. Первый сингл и видеоклип на песню Hug you hardcore будет выпущен в середине августа.

## Музыка
Альбом показывает группу с двух сторон в музыкальном плане. Сторона «А» — Theaterror — содержит классические для Lordi треки, в так называемом стиле хэви-метал 80-х. А вот сторона «B» — Demonarchy — является тематической и рассказывает историю зомби (The Undead Son), вампира (The Bloodsucking Count), девушки-оборотня (The She-Wolf) и ведьмы (The Witch). Часть «Demonarchy» показывает Lordi c более современной стороны, в музыкальном плане. Музыка ударяет в лицо своей агрессивностью — чего мы не слышали от монстров ранее.

## Список композиций
| №                   | Название                                                                             | Автор(ы)            | Длительность |
| ------------------- | ------------------------------------------------------------------------------------ | ------------------- | ------------ |
| 1.                  | «SCG8: One Message Waiting»                                                          | Mr. Lordi           | 3:54         |
| 2.                  | «Let's Go Slaughter He-Man (I Wanna Be The Beast-Man In The Masters Of The Universe» |                     | 3:36         |
| 3.                  | «Hug You Hardcore»                                                                   |                     | 4:14         |
| 4.                  | «Down With The Devil»                                                                |                     | 3:17         |
| 5.                  | «Mary Is Dead»                                                                       | Mr. Lordi, Mana     | 4:07         |
| 6.                  | «Sick Flick»                                                                         |                     | 3:50         |
| 7.                  | «None For One»                                                                       |                     | 3:58         |
| 8.                  | «SCGVIII: Opening Scene»                                                             |                     | 2:02         |
| 9.                  | «Demonarchy»                                                                         |                     | 9:56         |
| 10.                 | «The Unholy Gathering»                                                               |                     | 4:22         |
| 11.                 | «Heaven Sent Hell On Earth»                                                          |                     | 5:06         |
| 12.                 | «And The Zombie Says»                                                                |                     | 3:38         |
| 13.                 | «Break Of Dawn»                                                                      |                     | 6:06         |
| 14.                 | «The Night The Monsters Died»                                                        |                     | 12:00        |
| Общая длительность: | Общая длительность:                                                                  | Общая длительность: | 76:08        |

## Участники записи
- Mr. Lordi — вокал
- Amen — гитара
- Ox — бас-гитара
- Hella — клавишные
- Mana — ударные
- Тексты: Mr. Lordi, Ralph Ruiz, Nino 1, Mr Lordi, Tracy Lipp 2–14
- Музыка: Mr. Lordi 3,4,6,8-10,12-14. Mr Lordi, Hella 2. Mr. Lordi, Mana, Amen 5,7. Mr Lordi, OX 11

## Позиции в чартах
| Чарт (2016)                         | Позиция |
| ----------------------------------- | ------- |
| Финляндия (Suomen virallinen lista) | 10      |
| Германия (Offizielle Top 100)       | 52      |
| Швейцария (Schweizer Hitparade)     | 83      |